# Maszyna parowa potrójnego rozprężania

Schemat działania maszyny parowej potrójnego rozprężania – para o wysokim ciśnieniu zaznaczona na czerwono

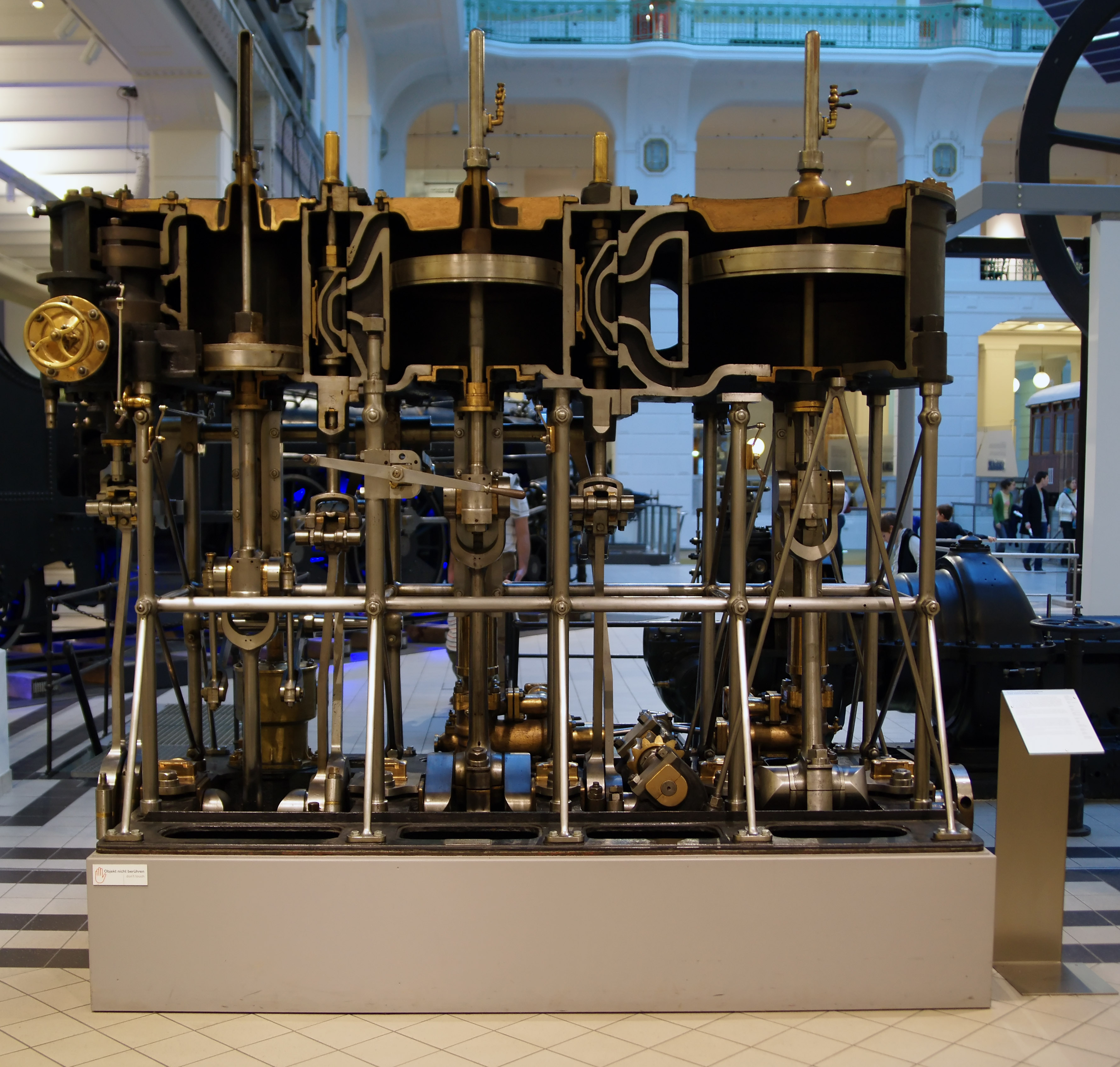
Przekrój okrętowej maszyny parowej torpedowca z 1888 r.

Maszyna parowa potrójnego rozprężania – rodzaj maszyny parowej zblokowanej, w której wykorzystuje się kilkukrotne rozprężanie pary celem wzrostu sprawności i obniżenia jednostkowego zużycia paliwa. Najczęściej była stosowana do napędu jednostek pływających.

## Idea
Zastosowanie maszyny parowej potrójnego rozprężania miało na celu zwiększenie mocy i sprawności silnika parowego.
Konstrukcja składała się z co najmniej trzech cylindrów o takim samym skoku tłoka, ale o stopniowo zwiększających się średnicach, których tłoki napędzały wspólny wał korbowy.

## Zasada działania
Strumień pary z kotła dopływał do cylindra o najmniejszej średnicy (i największego ciśnienia), gdzie ulegał częściowemu rozprężeniu. Następnie przepływał do większego cylindra średniego ciśnienia, w którym rozprężał się ponownie. W końcowej fazie para przedostawała się do cylindra (czasem dwóch cylindrów) niskiego ciśnienia, który miał największą średnicę i rozprężała się do ciśnienia nieco powyżej stopnia kondensacji. Zwiększająca się średnica cylindrów dawała możliwość efektywnego wykorzystania energii pary, przy jej coraz niższym ciśnieniu.

## Konstrukcja
Początkowo stosowano maszyny parowe potrójnego rozprężania o poziomych cylindrach (ang. horizontal triple expansion, HTE), lecz ich wadą były problemy z wyważeniem i nierównomierne zużycie tłoków i cylindrów. Zostały one zastąpione przez maszyny parowe potrójnego rozprężania o pionowych cylindrach (ang. vertical triple expansion, VTE).